# Hoogseizoen in Lausanne
Hoogseizoen in Lausanne is een hoorspel van Theodor Weißenborn. Saison in Lausanne werd op 12 maart 1981 door de Sender Freies Berlin uitgezonden. Josephine Soer vertaalde het en de TROS zond het uit op zaterdag 23 januari 1982. De regisseur was Bert Dijkstra. Het hoorspel duurde 19 minuten.

## Rolbezetting
- Hans Veerman (Jean)
- Hans Karsenbarg (Pierre)
- Marijke Merckens (Sonia)
- Frans Koppers (patron)
- Guus van der Made (krantenverkoper)
- Jan Wegter (Rob Snijders)

## Inhoud
Pierre heeft tot dusver een onbezorgd leventje geleid. Nu heeft hij plots geld nodig voor "uiterst belangrijke zaken". Hebben die misschien iets te maken met de baby schoentjes die hij net gekocht heeft? Terwijl hij ze uitpakt, verschijnt zijn vriendin Sonia met een nieuwtje dat hem van zijn stuk brengt…